# Tridacna
Tridacna Bruguière, 1797 è un genere di molluschi bivalve della famiglia Cardiidae. L'origine del nome deriva dal greco τρίδακνος, τρι- «tri-» e δάκνω «mordere», dall'interpretazione della frase di Plinio il Vecchio «(così grande) da mangiarsi in tre bocconi» dal suo trattato Naturalis historia. Il loro habitat è rappresentato dalle acque basse delle barriere coralline nei mari caldi dell'area indo-pacifica.. Questi organismi vivono in simbiosi con alghe unicellulari fotosintetiche (zooxantelle) entro i loro tessuti viventi che forniscono loro la maggior parte dell'energia per la vita e la crescita. Il genere è presente dal Cretacico inferiore.
Tutte le specie del genere Tridacna sono protette seconde le indicazioni dell'appendice II della CITES.

## Descrizione
Conchiglia di forma sub-ovale, inequilaterale; cerniera eterodonte diritta, sviluppata sul lato posteriore, con da 1 a 2 denti cardinali robusti, obliqui e lamellari e denti laterali posteriori (mancano i denti laterali anteriori). orifizio bissale moderatamente ampio e oblungo. Ornamentazione massiccia, a grandi pieghe (pliche) radiali alternate a solchi in numero variabile da 4-5 fino a una decina che interessano sovente tutto lo spessore della valva; a una piega su una valva corrisponde un solco sull'altra, determinando la tipica commissura ondulata; a seconda delle specie si possono avere anche coste e costelle secondarie più fini e linee o rughe di accrescimento concentriche; l'incrocio degli elementi radiali e concentrici determina un'ornamentazione a reticolo. Talora abbiamo scaglie rilevate sulle pliche. Dimensioni fino a oltre un metro (massime intorno a 140 cm).

Mantello ipertrofico, caratterizzato da colorazione intensa e screziata, prevalentemente nei toni del blu e del verde (per la presenza di alghe zooxantelle simbionti), sovente estroflesso dalle valve, che l'animale spesso (soprattutto negli adulti) non è in grado di chiudere completamente.

## Tassonomia
Comprende le seguenti specie:
- Tridacna crocea Lamarck, 1819
- Tridacna derasa (Röding, 1798)
- Tridacna gigas (Linnaeus, 1758)
- Tridacna maxima (Röding, 1798)
- Tridacna mbalavuana Ladd, 1934
- Tridacna ningaloo Penny & Willan, 2014
- Tridacna noae (Röding, 1798)
- Tridacna rosewateri Sirenko & Scarlato, 1991
- Tridacna squamosa Lamarck, 1819
- Tridacna squamosina Sturany, 1899

Al genere Tridacna sono attualmente assegnati due sub-generi:
- Tridacna lorenzi Monsecour, 2016—Regione delle Mascarene
- Tridacna noae (Röding, 1798) -- Mare della Cina

Una vecchia classificazione alternativa riconosceva anche un terzo sub-genere Persikima contenente le specie T. derasa e T. mbalavuana. Recenti studi biochimici hanno suggerito la possibile esistenza di specie criptiche morfologicamente indistinte.

## Ambiente

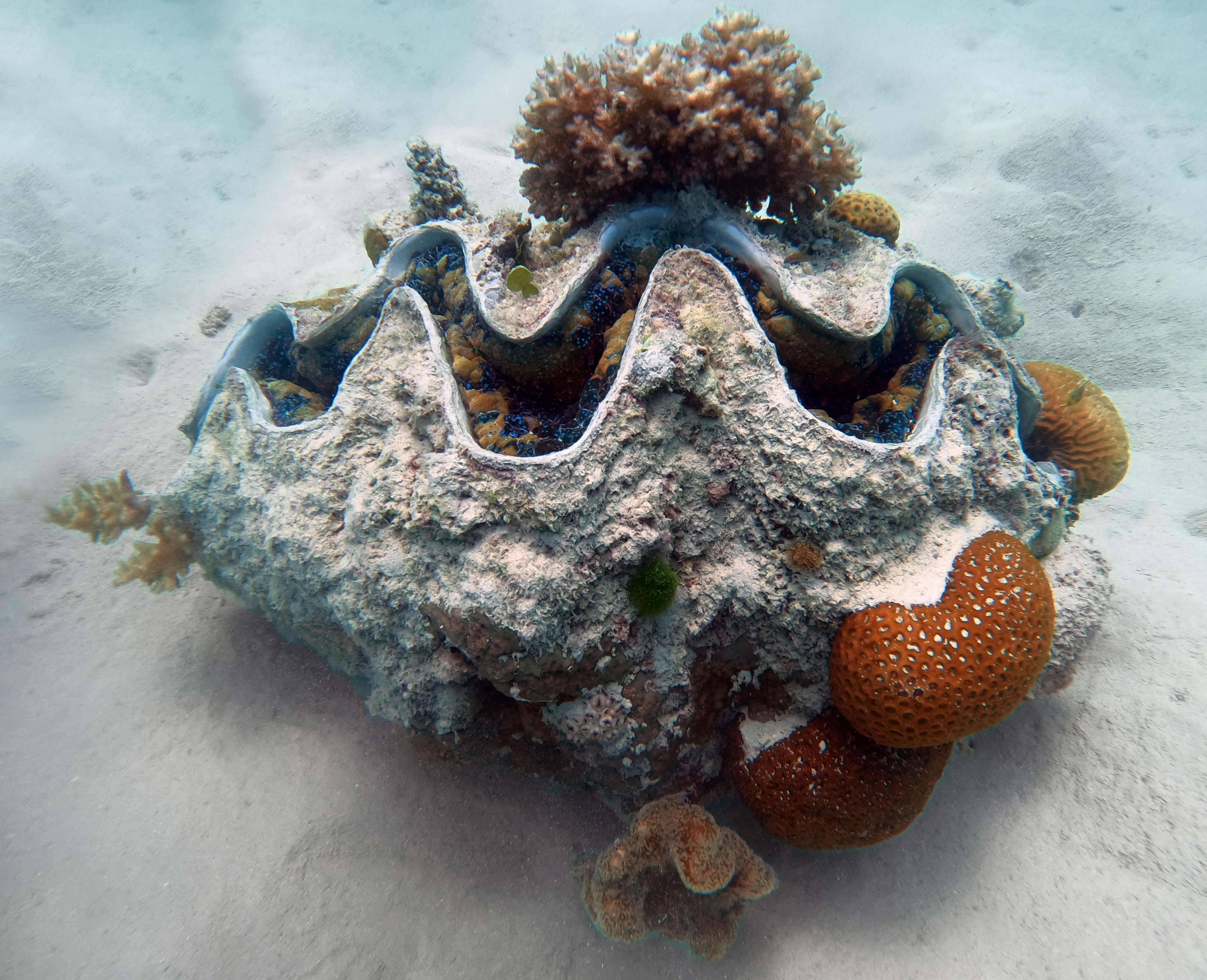
Tridacna gigas con organismi epibionti incrostanti.

I bivalvi del genere Tridacna sono i bivalvi di maggiori dimensioni al mondo. Vivono in stretta associazione con le barriere coralline nell'area indo-pacifica. Questi organismi giocano un ruolo importante e vario nelle comunità biologiche a coralli tropicali nel loro areale. I loro tessuti costituiscono una biomassa ecologicamente importante per il sostentamento di una varietà di predatori e necrofagi; i loro escrementi, così come le zooxantelle espulse, i loro gameti e le larve vengono utilizzati da organismi opportunisti. Inoltre le loro conchiglie forniscono il supporto per numerosi organismi epibionti, contribuendo significativamente all'apporto di carbonato di calcio e al rilievo topografico dei reef, che supportano la biodiversità di una tra le più vaste e diversificate comunità biologiche del pianeta. Le tridacne forniscono supporto e rifugio per diversi piccoli epibionti, come cirripedi, policheti e spugne; le loro conchiglie vuote fongono da "nursery" per diverse specie di pesci.

## Ecologia e stile di vita
Si tratta di organismi sospensivori, cioè organismi che si nutrono di particelle di materia organica o altri organismi microscopici (plancton) in sospensione nell'acqua, e filtratori. La nutrizione avviene pompando l'acqua nella cavità del mantello attraverso un sifone inalante e filtrando il plancton attraverso le propaggini ciliate delle loro branchie; l'acqua viene infine espulsa mediante il sifone esalante. Le grandi dimensioni di queste creature non possono essere raggiunte semplicemente con questo meccanismo di nutrizione, ma vengono realizzate col supporto di organismi simbiotici fotosintetici, le zooxantelle, alghe unicellulari che vivono entro i tessuti viventi del mantello della tridacna, ossigenandoli e fornendo energia soprattutto sotto forma di zuccheri, e ricevendo in cambio anidride carbonica (prodotta dalla respirazione del bivalve), protezione dai consumatori di fitoplancton e una posizione fissa entro la zona eufotica, necessaria per la fotosintesi e la vita stessa delle zooxantelle. Le zooxantelle non passano da una generazione all'altra, ma vengono acquisite solo dopo la metamorfosi dallo stadio larvale a quello giovanile. Attraverso la loro relazione simbiotica, le tridacne contribuiscono attivamente alla produttività delle barriere coralline e fungono da biofiltri naturali per i nutrienti organici dissolti nelle acque. Questo adattamento è funzionale alla vita in ambienti di tipo oligotrofico (poveri di nutrienti), come diverse aree oceaniche e marine subtropicali.
Questo modo di vita si riflette nell'organizzazione interna degli organi della tridacna: infatti, mentre la posizione di vita della maggior parte dei bivalvi è con la cerniera delle valve rivolta verso l'alto (la cerniera corrisponde al lato dorsale dell'animale) e il piede rivolto verso il basso (la commissura della conchiglia corrisponde al lato ventrale), in queste forme la cerniera risulta ruotata rispetto alla massa viscero-pedale in modo da disporsi verso il basso (in posizione adiacente al substrato) e allineata con il piede e la fessura bissale. Di conseguenza, la parte dorsale del mantello, che ospita le zooxantelle, è rivolta verso l'alto (verso la luce solare), e il bisso è rivolto verso il basso per ancorare l'animale al substrato corallino. Quindi, contrariamente alla maggior parte dei bivalvi, la commissura della conchiglia corrisponde al lato dorsale e la zona umbonale e la cerniera si trovano nella parte ventrale.

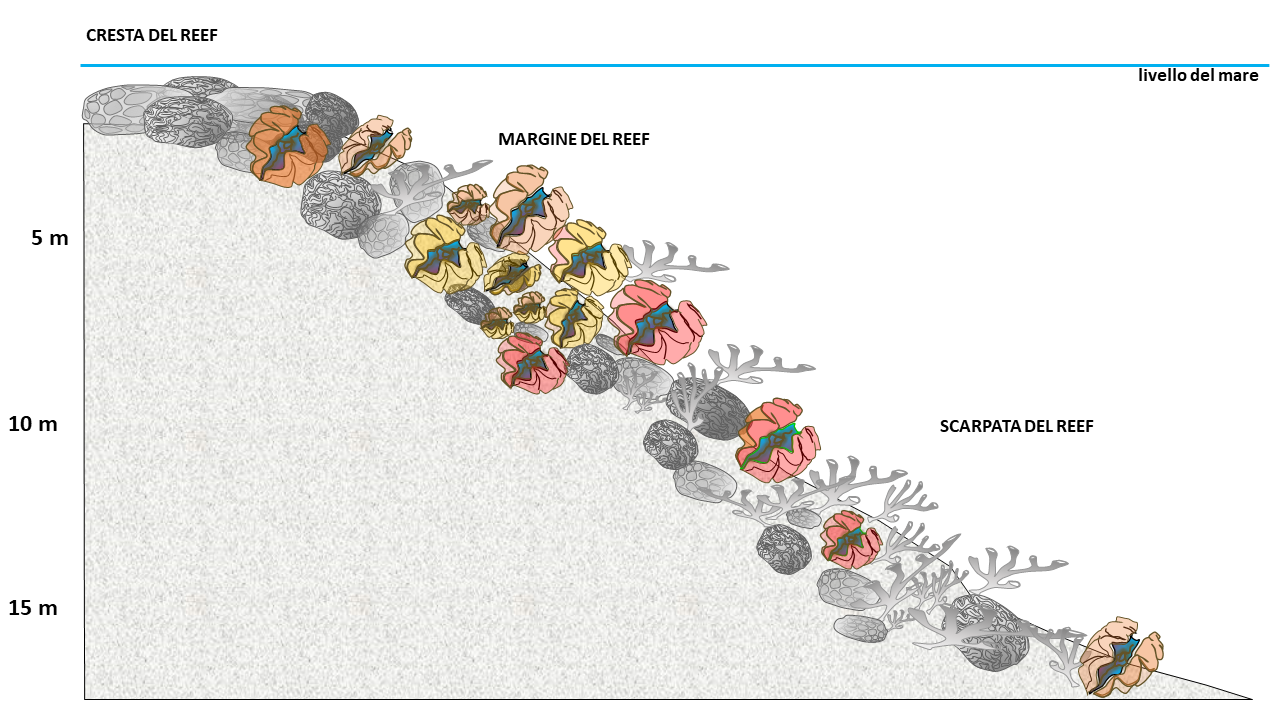
Illustrazione schematica della frequenza di popolazione di tridacna sul margine esterno di un reef.

Essendo organismi dipendenti dalla fotosintesi, le tridacne sono limitate dalla disponibilità di luce solare alla profondità della zona eufotica; la distribuzione di alcune specie (ad esempio T. crocea e T. squamosa) però comprende anche la zona intertidale, dove risultano emerse per diverse ore senza subire danni: anzi, le osservazioni sulla loro fisiologia in questa situazione suggeriscono che esse continuano a esercitare la fotosintesi anche all'aria. La dipendenza dalla luce solare implica anche un ritmo circadiano con massima attività nelle ore diurne, mentre di notte entrano in uno stato quiescente, ritirando le propaggini del mantello entro le valve, che vengono chiuse o socchiuse. Nelle ore notturne mostrano anche una debole attività respiratoria sifonale, "svegliandosi" ed entrando in attività diurna poco prima dell'alba (1-3 ore). Studi sulla densità di popolazione delle tridacne mostrano che la massima frequenza di individui si ha sul margine esterno dei reef; la frequenza decresce rapidamente con la profondità sulla scarpata. Questo perché questi organismi filtratori e in parte fotosintetici necessitano di calore e luce solare incidente per le alghe simbionti e un ricambio costante di acqua fresca ben ossigenata per la respirazione e la filtrazione del plancton. Nelle lagune interne agli atolli, le tridacne si trovano solamente entro aree prospicienti il mare aperto, dotate di acque più mosse e pulite, mentre nelle parti meno profonde, con minore ricambio d'acqua ed esposte durante la bassa marea (ad eccezione delle poche specie adattate all'ambiente intertidale), generalmente non vivono.
Sebbene siano forme comunemente ritenute sedentarie, le tridacne in realtà sono piuttosto mobili, in grado di nuotare con ripetute rapide chiusure delle valve e di strisciare mediante il piede. Non sono infatti organismi cementati al substrato, ma fissati temporaneamente mediante il bisso. Spostamenti autonomi e volontari avvengono sia negli stadi larvali, sia giovanili che adulti, anche se l'adulto completamente sviluppato ha una mobilità più limitata per il peso della conchiglia e si sposta solo con il piede (negli esemplari più anziani si osserva anche una parziale atrofizzazione sia del bisso che del piede). Gli individui sono dotati di stimoli visivi, per un gran numero di occhi semplici a "camera oscura" dislocati ai margini del mantello, e sono in grado anche di attuare risposte anti-predatorie, consistenti nel nuotare via dalla fonte di pericolo (soprattutto per gli esemplari giovanili e di taglia ridotta) o nella chiusura improvvisa delle valve con i muscoli adduttori, o ancora nello "schizzare" getti d'acqua contro il predatore con il sifone esalante (squirting). I loro predatori naturali sono granchi che possono intaccare la conchiglia con le chele, pesci durofagi come i labridi, che si nutrono del bisso o del piede degli esemplari non fissati, e gasteropodi ectoparassiti. Per gli esemplari adulti i potenziali predatori includono razze, tartarughe marine e grandi pesci durofagi.
I maggiori tassi di crescita si hanno nella prima decina di anni di vita: per T. gigas la crescita maggiore si ha entro i primi 15-20 anni in cui gli individui raggiungono dimensioni di 80–90 cm, con età intorno a 80 anni per ampiezze intorno al metro.

## Riproduzione

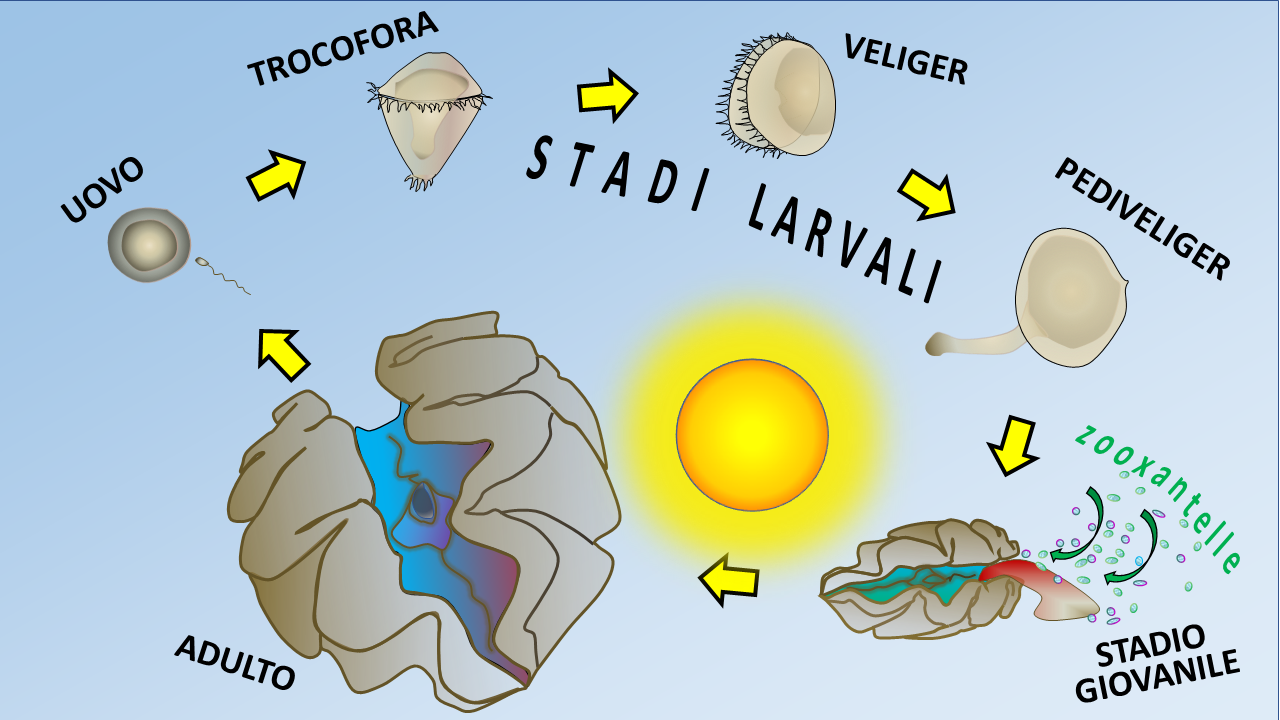
Schema esemplificativo del ciclo vitale della tridacna. Dalle uova fertilizzate emesse dagli adulti si originano individui larvali che attraversano tre diversi stadi (trocofora, veliger, pediveliger). Con la metamorfosi ad individui giovanili, mediante l'ingestione di zooxantelle e il loro accumulo nei tessuti del mantello, acquisiscono la capacità di nutrirsi mediante fotosintesi.

Le tridacne sono organismi ermafroditi proterandrici, cioè mutano sesso nel corso della vita, iniziando come maschi (poiché si sviluppano prima le gonadi maschili) e divenendo poi ermafroditi. Generalmente, le gonadi maschili maturano a 2-3 anni mentre le gonadi femminili maturano a 3-4 anni di vita; le specie più grandi (come T. gigas) hanno periodi di maturazione sessuale più lunghi, intorno a una decina d'anni. La stagione riproduttiva ha una durata approssimativa fino a 4 mesi, ma la collocazione nel corso dell'anno varia notevolmente tra le specie e anche tra le singole popolazioni di una stessa specie, essendo influenzata da fattori locali geografici e dalla latitudine; in alcune specie è stata anche notata un'influenza dei cicli diurni e lunari. Lo sperma viene rilasciato prima, seguito dalle uova prodotte dalle gonadi femminili (il cui rilascio è indotto dalla presenza nelle acque dei gameti maschili), e la fertilizzazione avviene nella colonna d'acqua libera. Il successo riproduttivo è quindi fortemente condizionato dalla densità della popolazione. Lo sviluppo dei nuovi individui è piuttosto rapido (circa 2 settimane, di cui circa 9 giorni come larve planctoniche). Entro una giornata, l'embrione si sviluppa in una larva trocofora libera, in grado di nuotare. Le trocofore si sviluppano nel giro di un paio di giorni in larve veliger, fornite di un velum, una struttura a due lobi ciliati per il nutrimento e la locomozione. In pochi giorni da questa si sviluppa una larva pediveliger, dotata di un abbozzo di piede e di una conchiglia a due valve semplici, ancora prive delle caratteristiche pliche della conchiglia dell'adulto. La larva pediveliger è ancora in parte natante, ma più legata al fondale (demersale) sul quale striscia o scivola fino a trovare un sito adeguato per fissarsi e attuare la metamorfosi in esemplare giovanile. Questi organismi passano quindi la maggior parte della vita (stimabile anche in decine e centinaia di anni) come adulti
La tridacna passa nel corso dell'ontogenesi per diversi modi di nutrizione: le larve trocofore sono lecitotrofiche (si nutrono dei residui del tuorlo dell'uovo); la larva veliger è dotata di un primo apparato filtratore (il velum), che le permette di nutrirsi di zooxantelle e particelle di materia organica. La larva pediveliger utilizza anche il piede come organo di nutrizione per raccogliere particelle di nutrienti dal fondale tramite muco. Infine, gli esemplari giovanili passano alla modalità mista filtrazione-simbiosi (mixotrofici) mediante l'ingestione di zooxantelle, con lo sviluppo di tubuli che dall'apparato digestivo permettono la migrazione delle alghe fino ai tessuti del mantello. Le metamorfosi da larva trocofora a veliger e poi da pediveliger a stadio giovanile corrispondono a picchi di mortalità degli individui, dovuti alla criticità di questi momenti di riorganizzazione radicale della nutrizione; negli acquari in cui viene attuata la riproduzione delle tridacne è consigliata l'introduzione di microalghe ad elevato contenuto lipidico per agevolare questi periodi di transizione, anche se in natura la scelta nutrizionale negli stadi larvali è più varia e comprende sia dinoflagellate non-simbiotiche che zooxantelle, che nutrienti organici in soluzione nelle acque.

## Aspetti culturali e artistici
Nell'areale di vita questi molluschi sono conosciuti e apprezzati da sempre, oltre che per la carne, per ricavare dalla conchiglia elementi decorativi, oggetti personali e di prestigio, sculture. In occidente e medio oriente, le conchiglie sono conosciute fin dall'antichità: sono state utilizzate per manufatti artistici nelle culture del Levante mediterraneo fin dal secolo VII a.C., verosimilmente giunte attraverso le vie commerciali dal Mar Rosso o dal Golfo Persico. Il loro nome, dal greco antico τρίδακνος (τρι- «tre volte» e δάκνω «mordere») risale almeno all'età ellenistica. Infatti un passo della Naturalis Historia di Plinio il Vecchio, nel Libro XXXII, parlando delle ostriche riporta:
(Plinio il Vecchio, Naturalis historia, libro XXXII § 63.)
Le conchiglie di tridacna sono molto ricercate per il collezionismo di conchiglie, come elementi decorativi per acquari e come oggetti di arredamento. Un utilizzo particolare e piuttosto frequente da qualche secolo, è come acquasantiere nelle chiese. Le tridacne sono in grado di produrre perle, come altri bivalvi, anche di notevole mole (la più grande perla conosciuta è di T. gigas), ma generalmente di scarso pregio perché opache e irregolari. Tridacne viventi di alcune specie sono in diversi acquari pubblici e privati, ove è anche possibile farle riprodurre.

## Galleria d'immagini

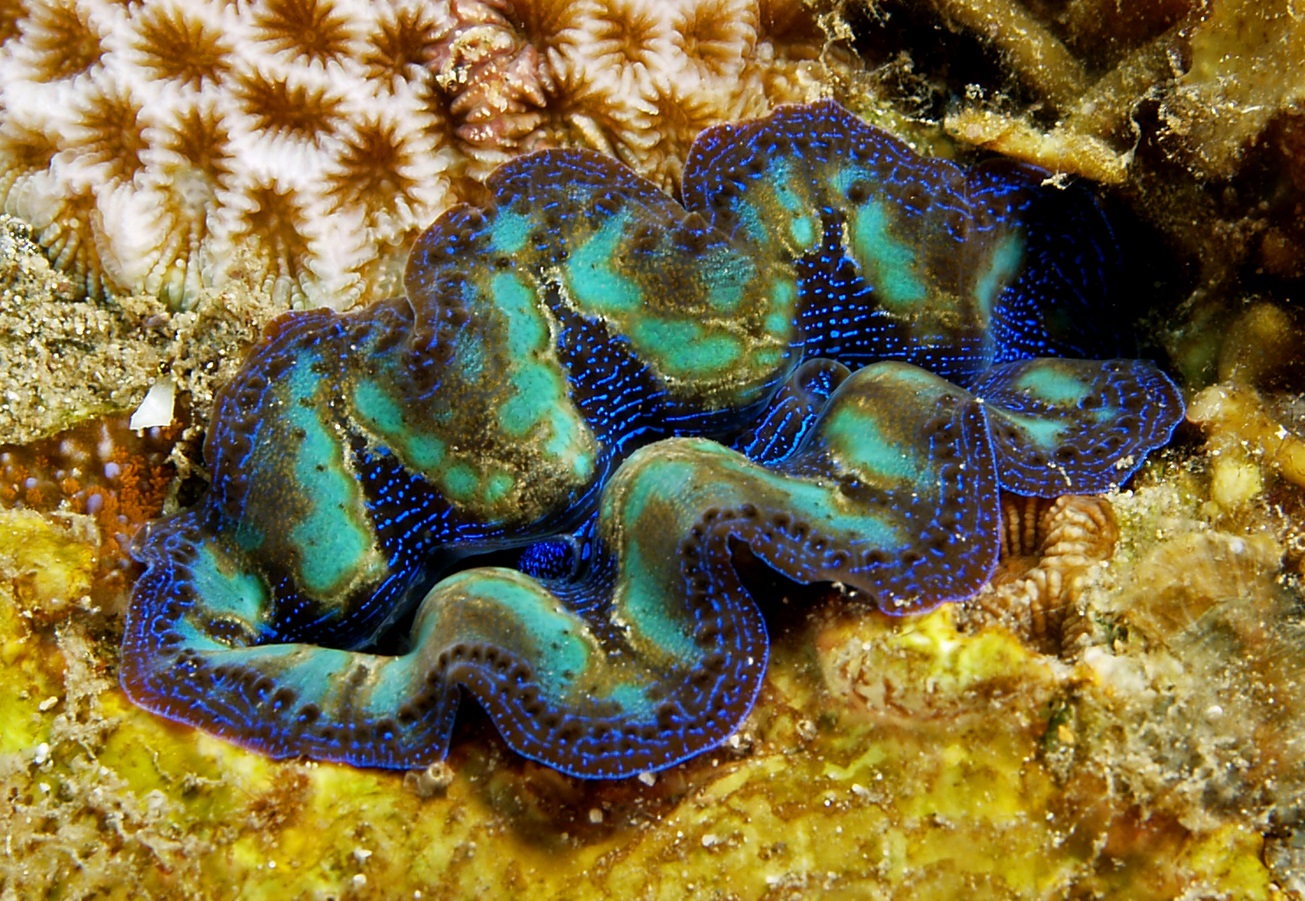
Tridacna crocea
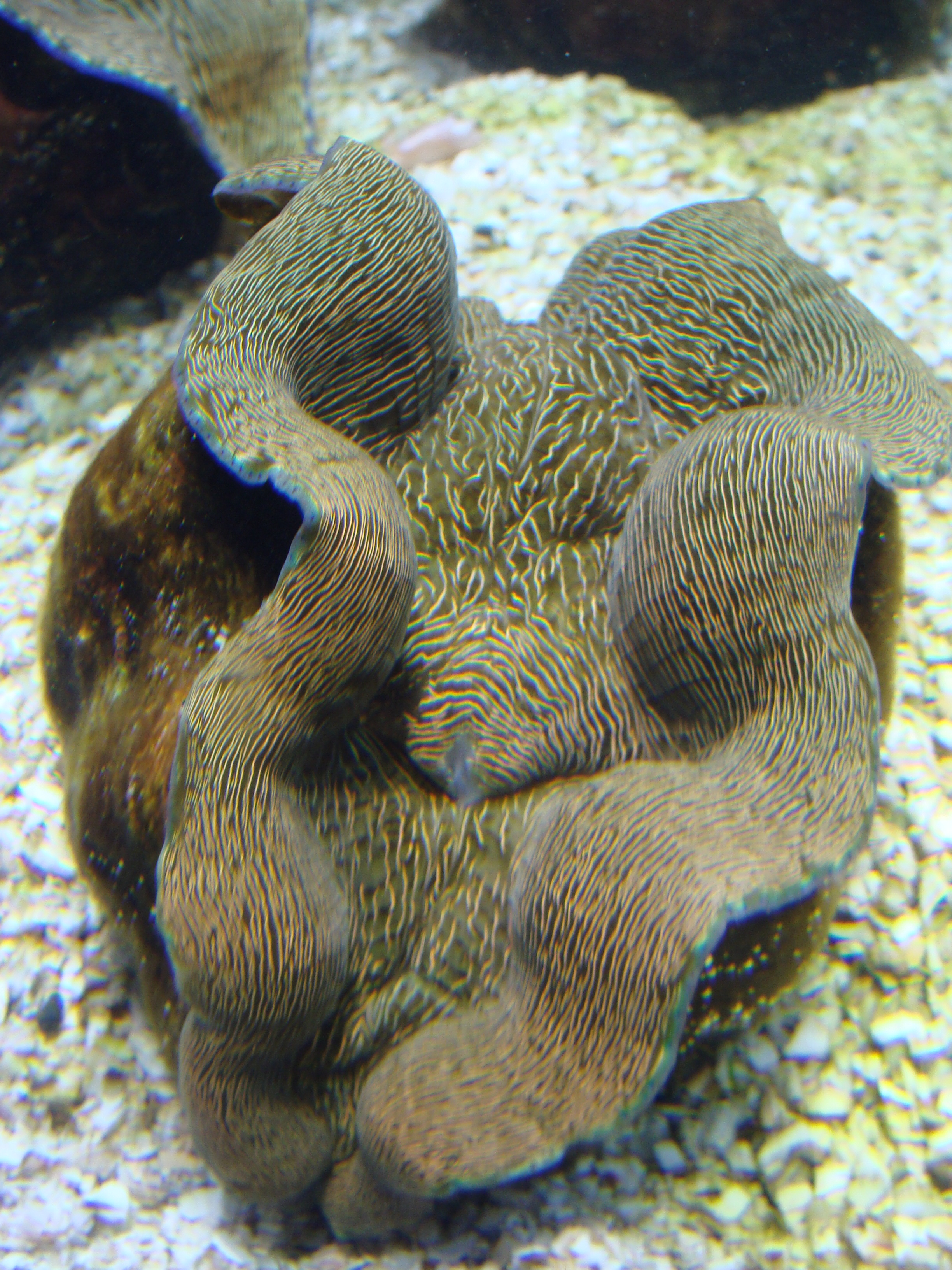
Tridacna derasa
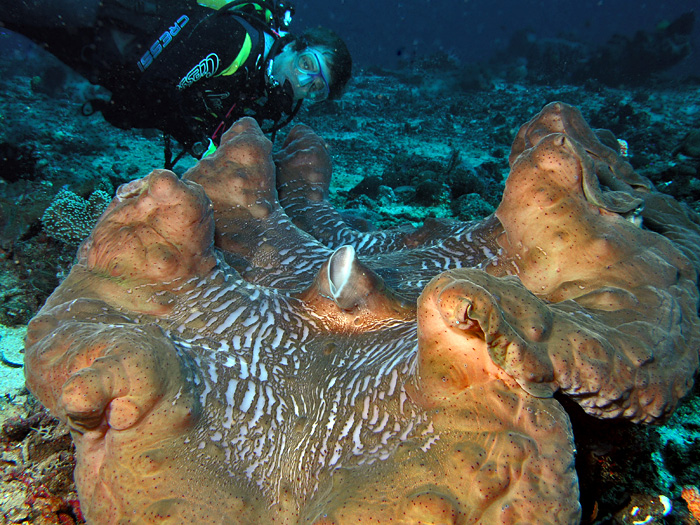
Tridacna gigas
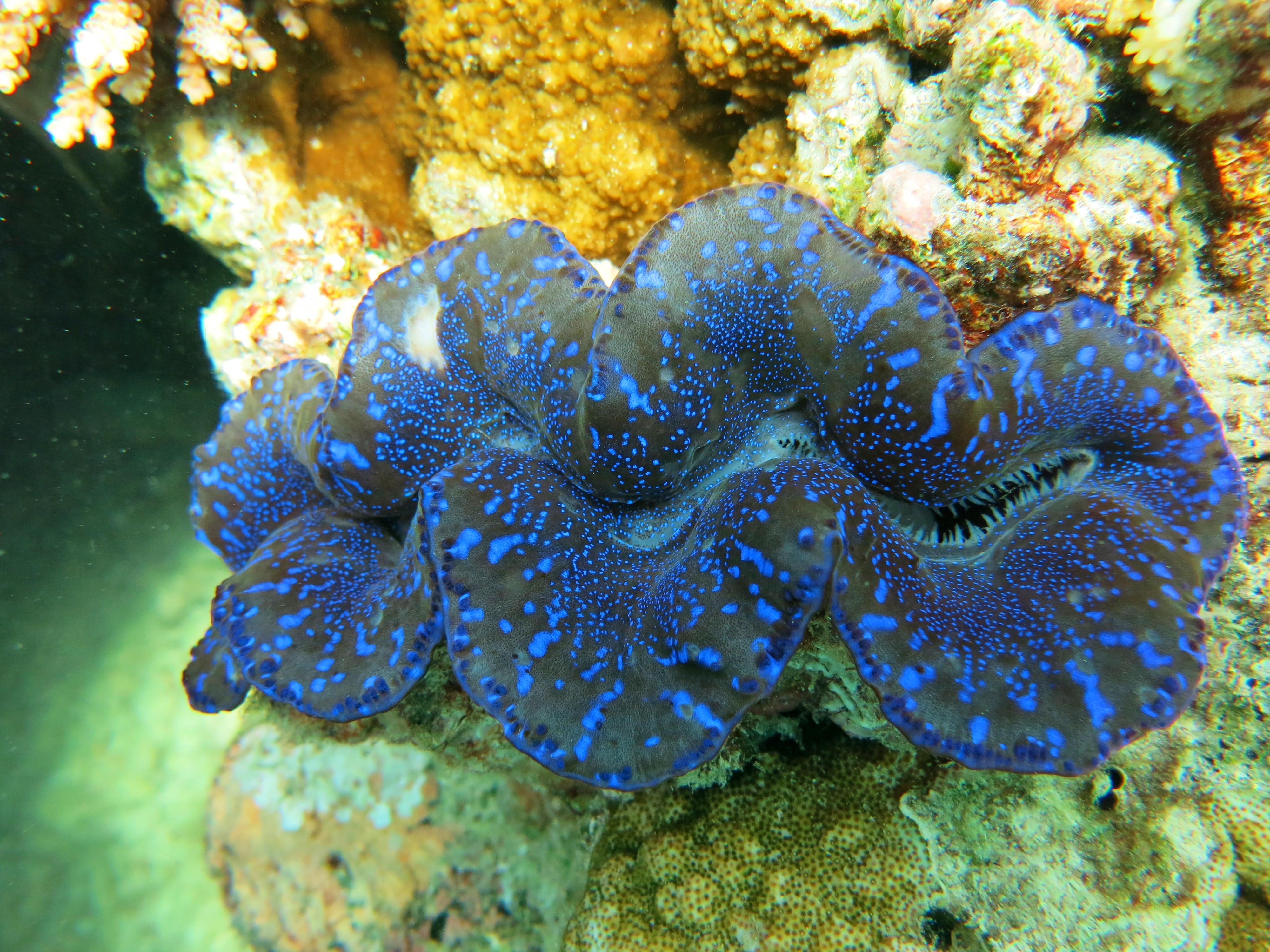
Tridacna maxima
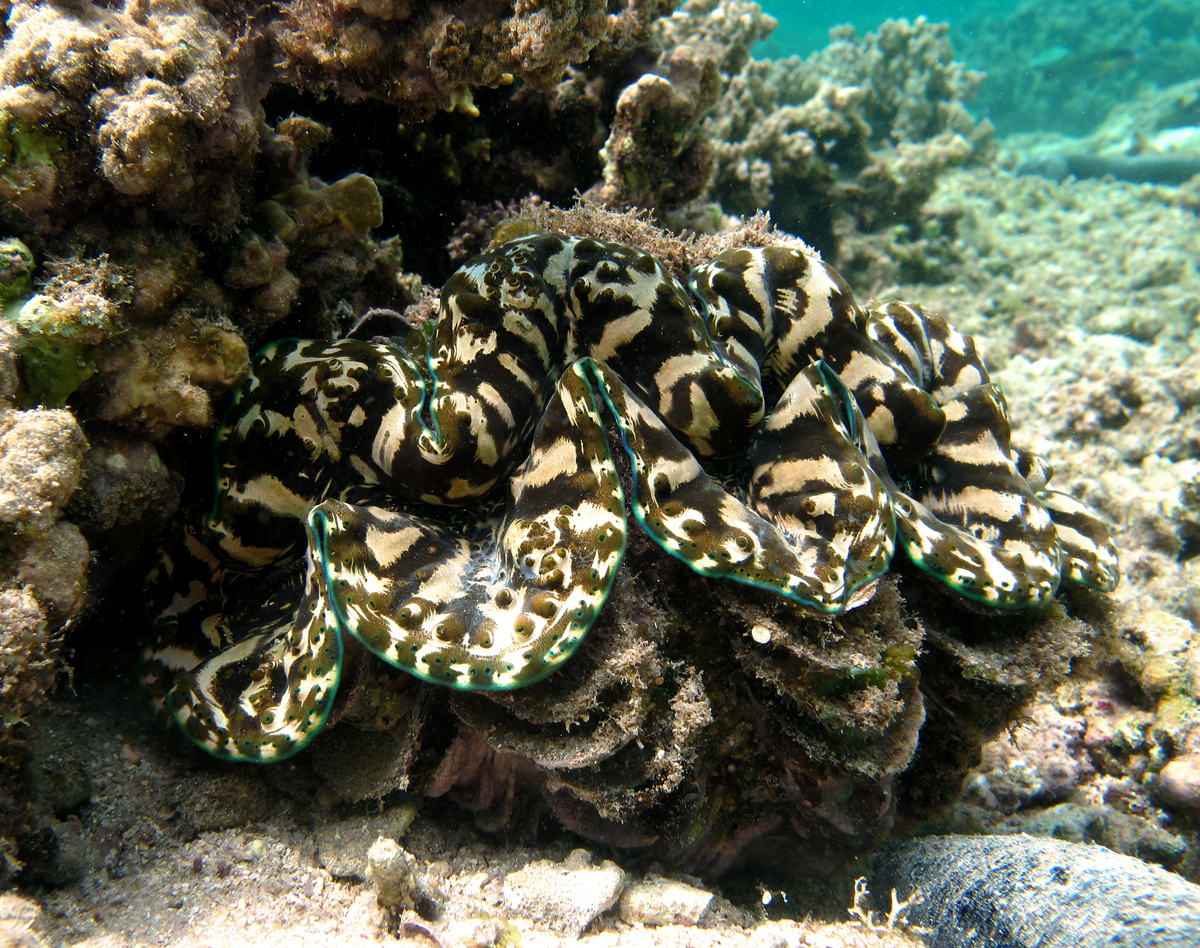
Tridacna squamosa
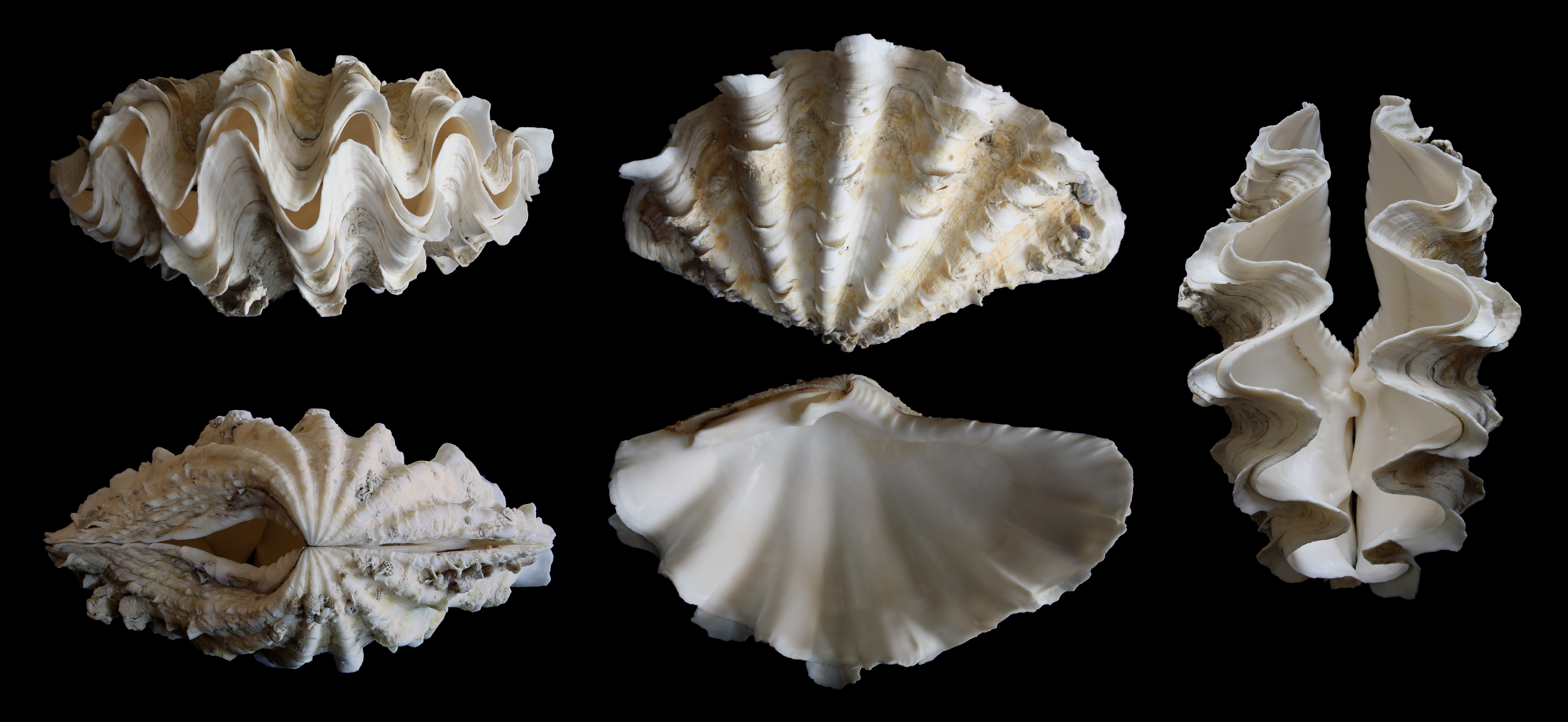
Tridacna squamosina
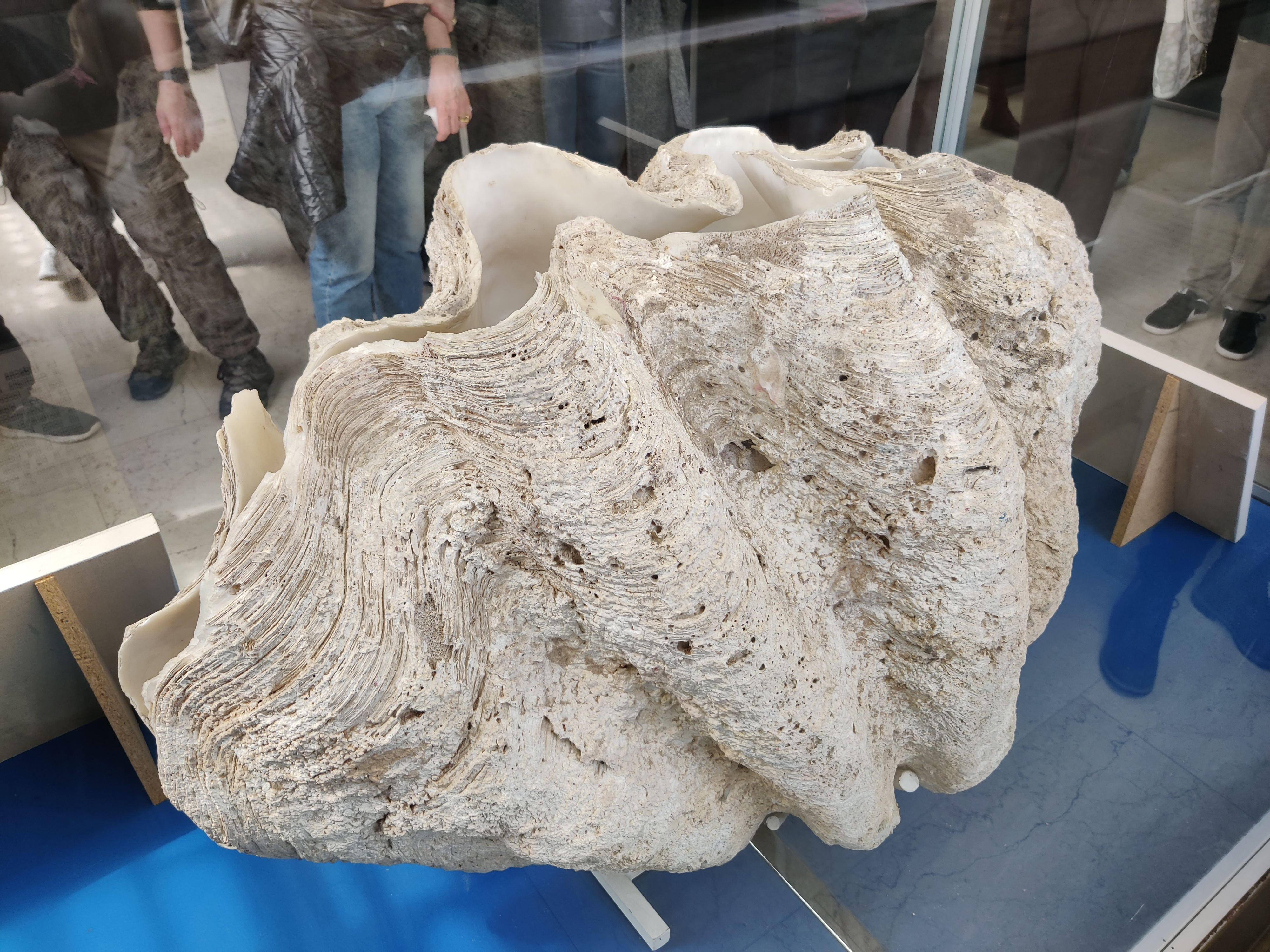
Tridacna gigas al Museo civico di storia naturale di Milano, uno degli esemplari di maggior mole al mondo e il maggiore in Italia.
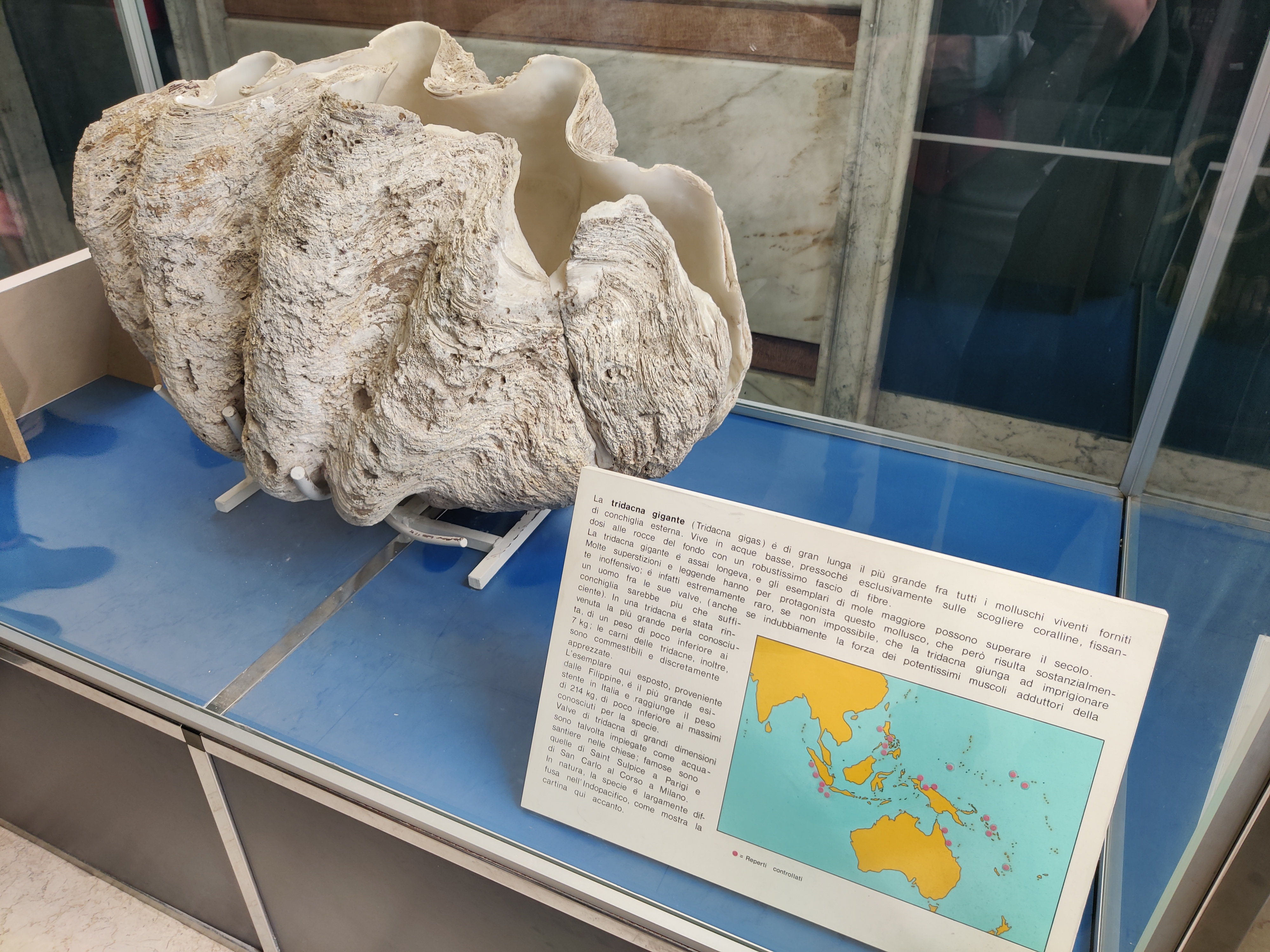
Tridacna gigas al Museo civico di storia naturale di Milano; 214 kg di peso.
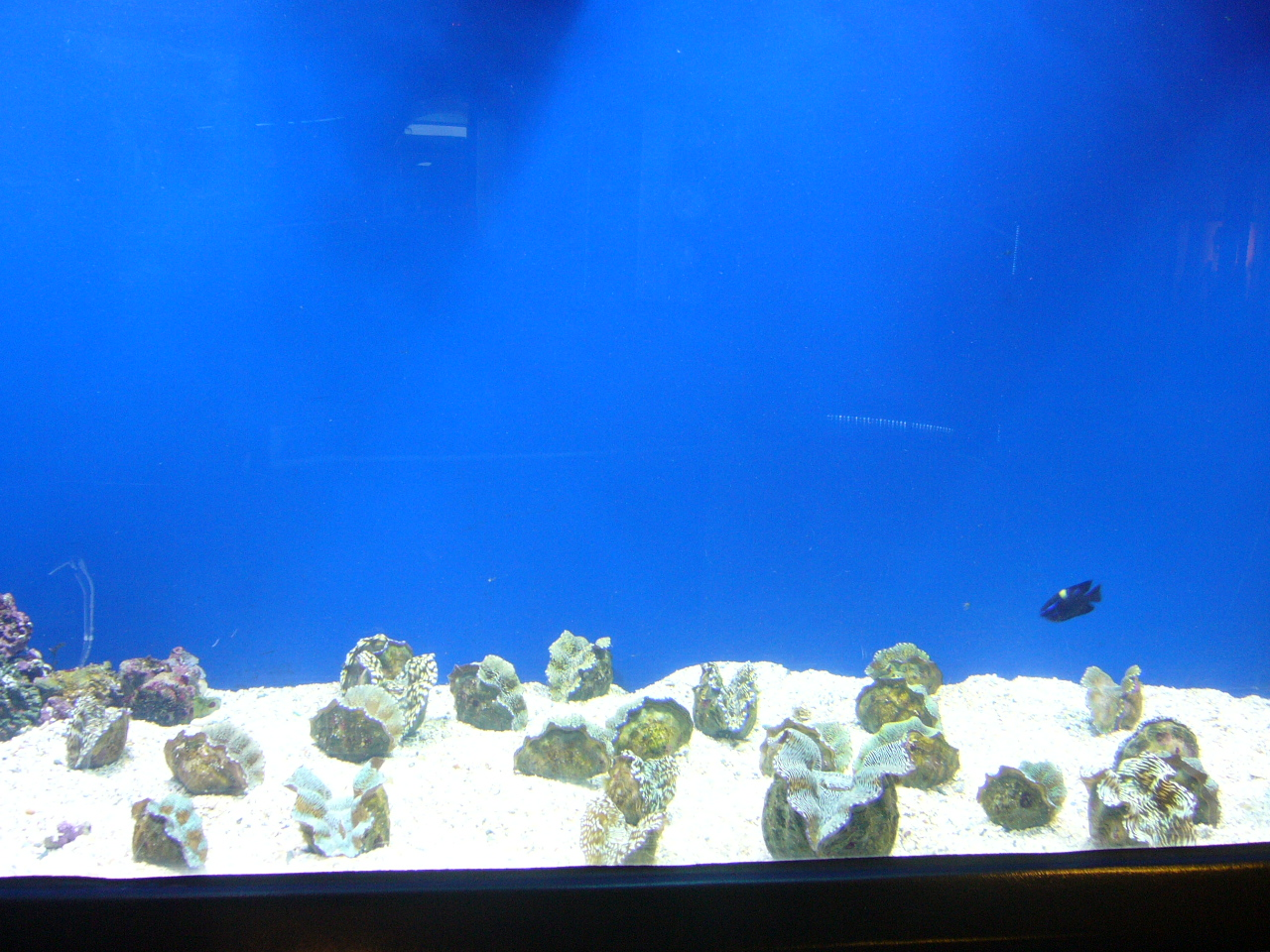
Tridacna derasa nell'acquario di Finisterre (Galizia).
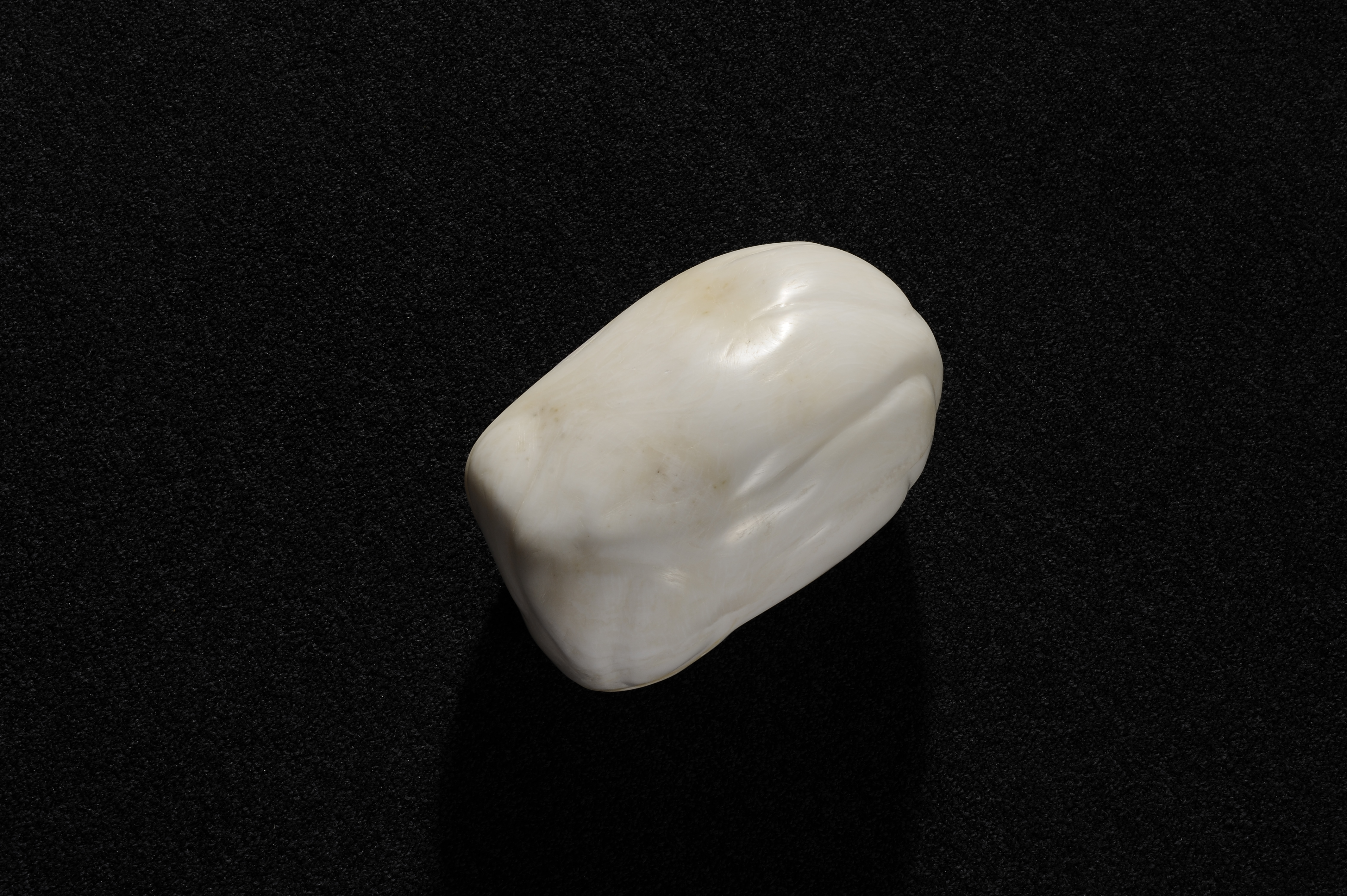
La più grande perla conosciuta, di Tridacna gigas, del peso di 9.3 Kg.
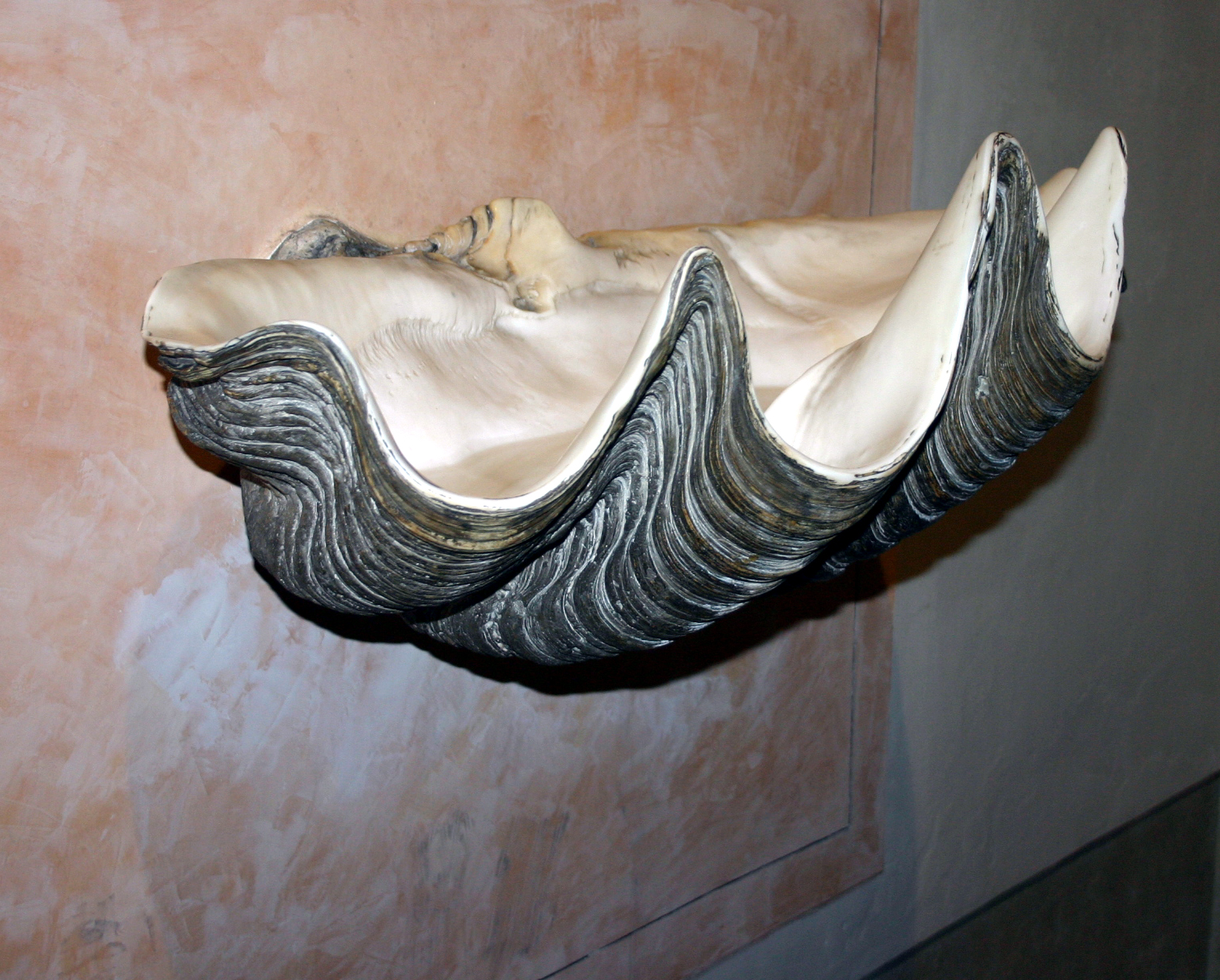
Conchiglia di tridacna usata come acquasantiera. Chiesa di San Carlo al Corso (Milano).
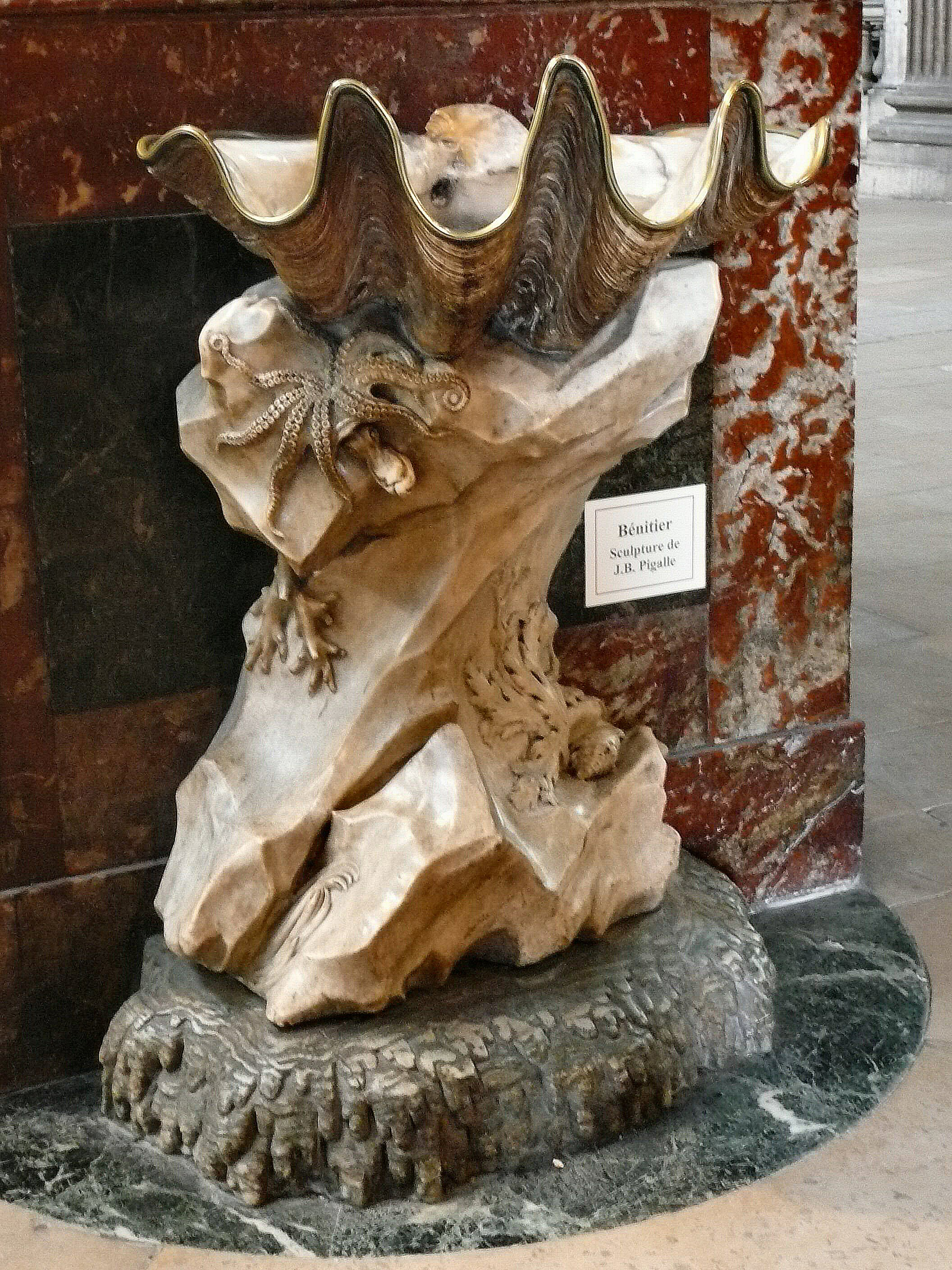
Altra acquasantiera ricavata da conchiglia di tridacna. Chiesa di St. Sulpice, Parigi.
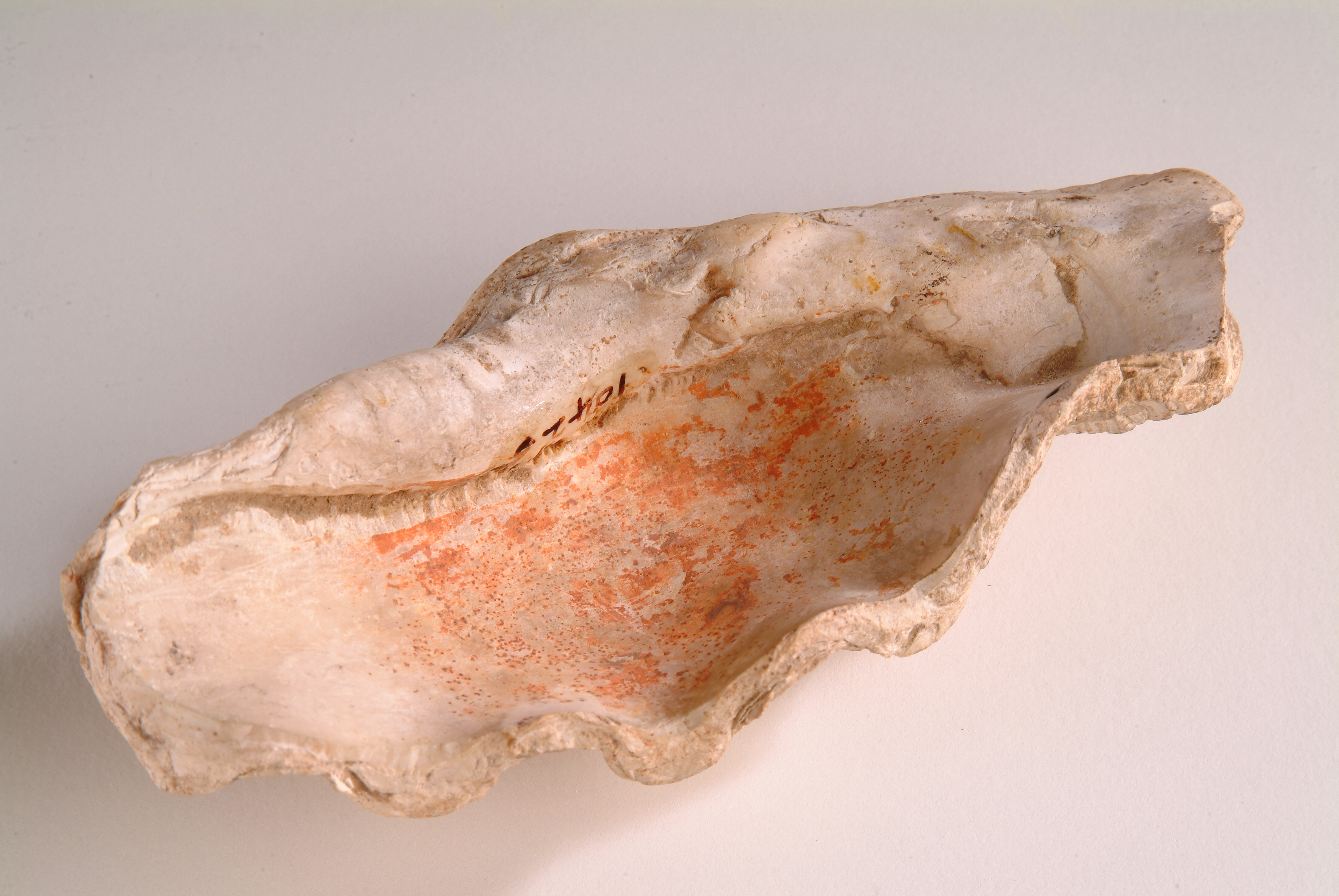
Conchiglia di esemplare giovanile (circa 6 cm di lunghezza) di Tridacna gigas rinvenuto in Egitto (Periodo Predinastico), utilizzata come contenitore per pigmento rosso. Royal Pump Room Museum, Harrogate (UK).
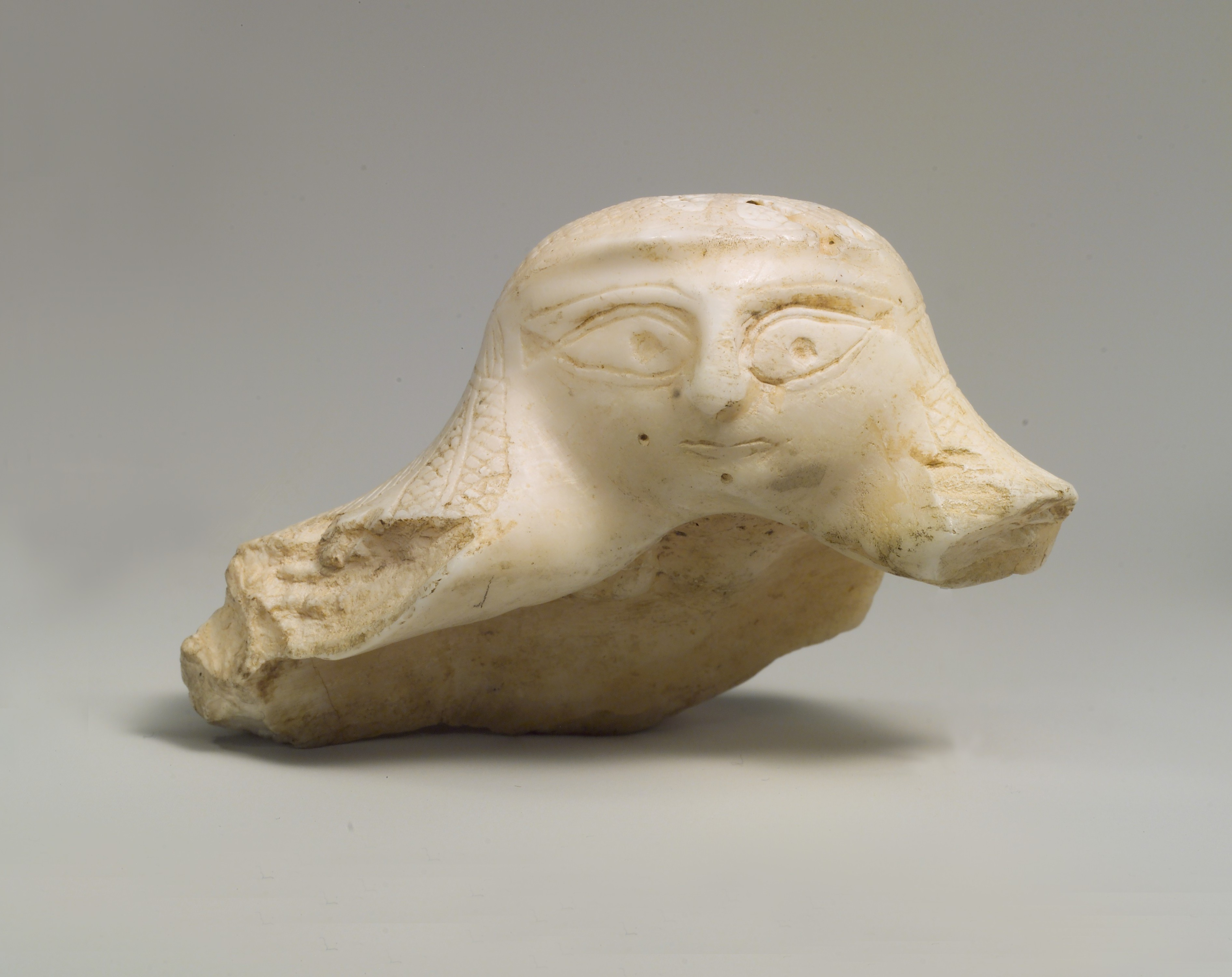
Scultura di testa femminile ricavata da un frammento di conchiglia (cerniera) di Tridacna squamosa, parte di un contenitore per cosmetici. Arte antica medio orientale. VI-VII secolo a.C. Metropolitan Museum of Arts, New York (USA)
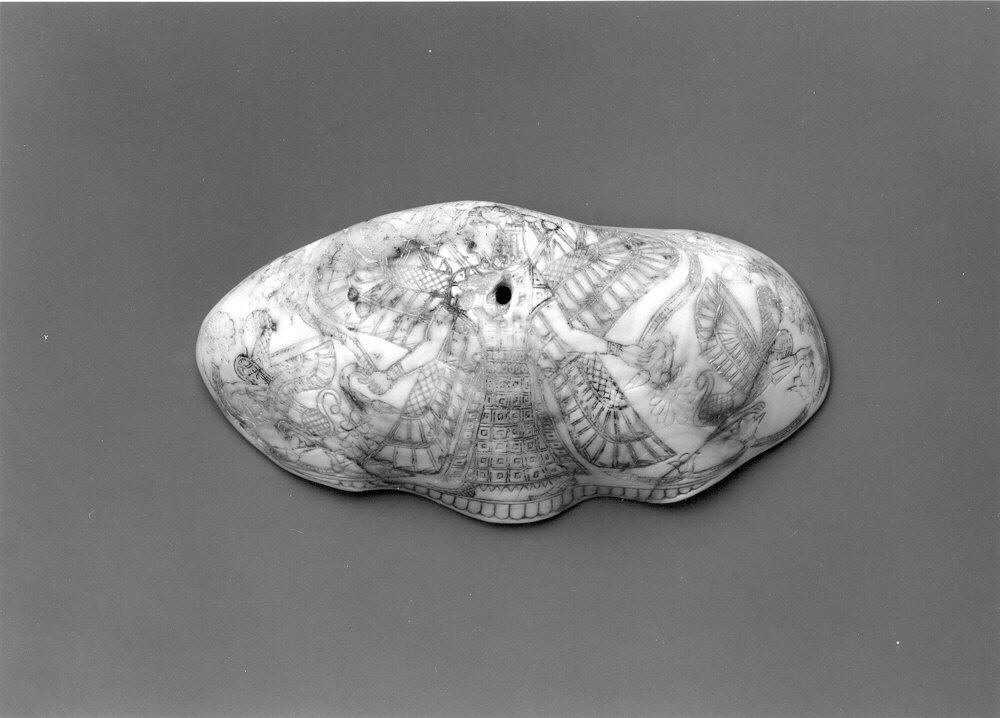
Conchiglia di Tridacna squamosa utilizzata come contenitore per cosmetici, incisa con figura di divinità alata e sfingi. Arte antica medio orientale. VI-VII secolo a.C. Metropolitan Museum of Art, New York (USA)
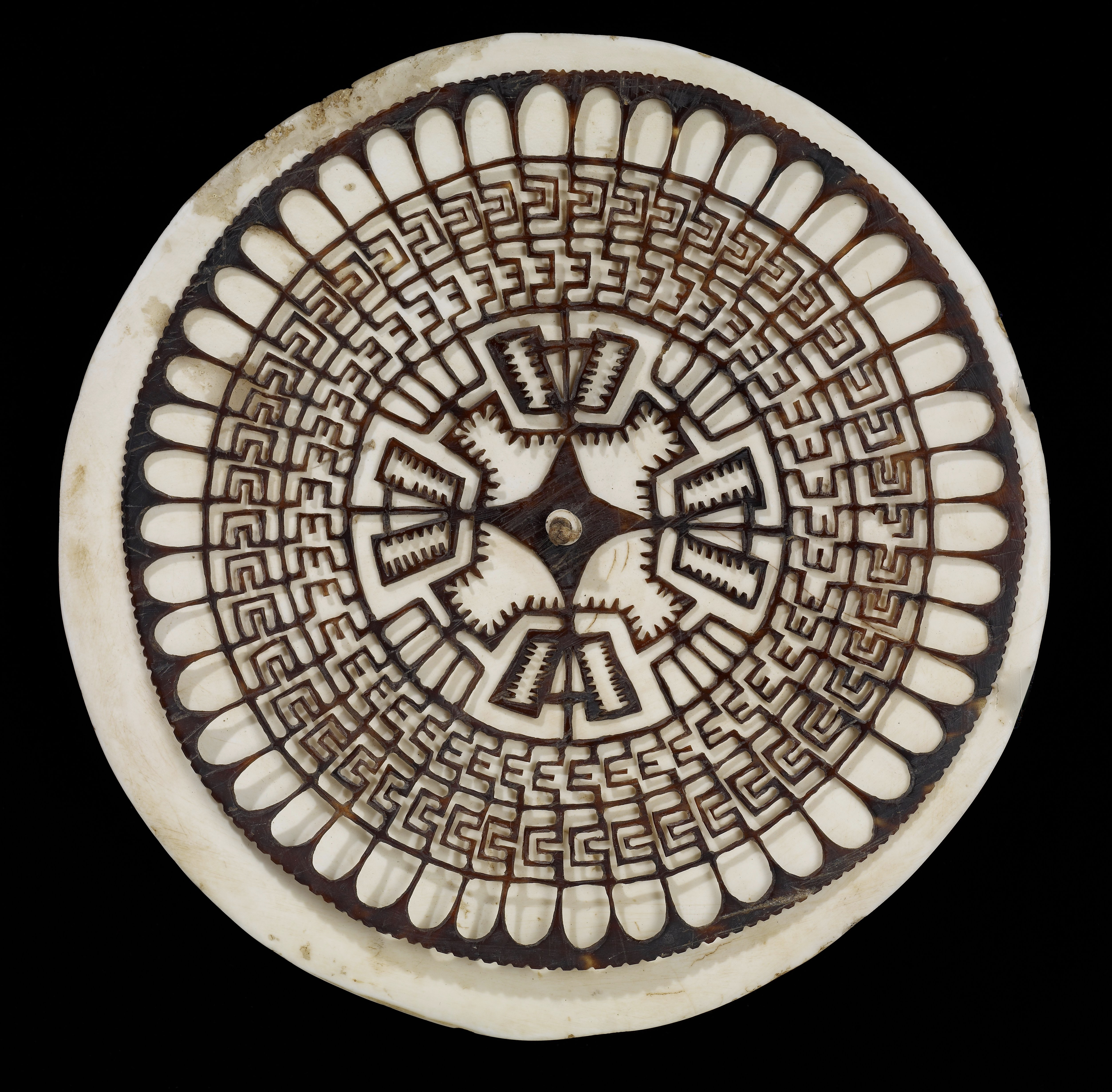
Pendente a disco ricavato da una conchiglia di tridacna. Isole Salomone, XIX secolo. Honolulu Museum of Art, Honolulu, Hawaii (USA).
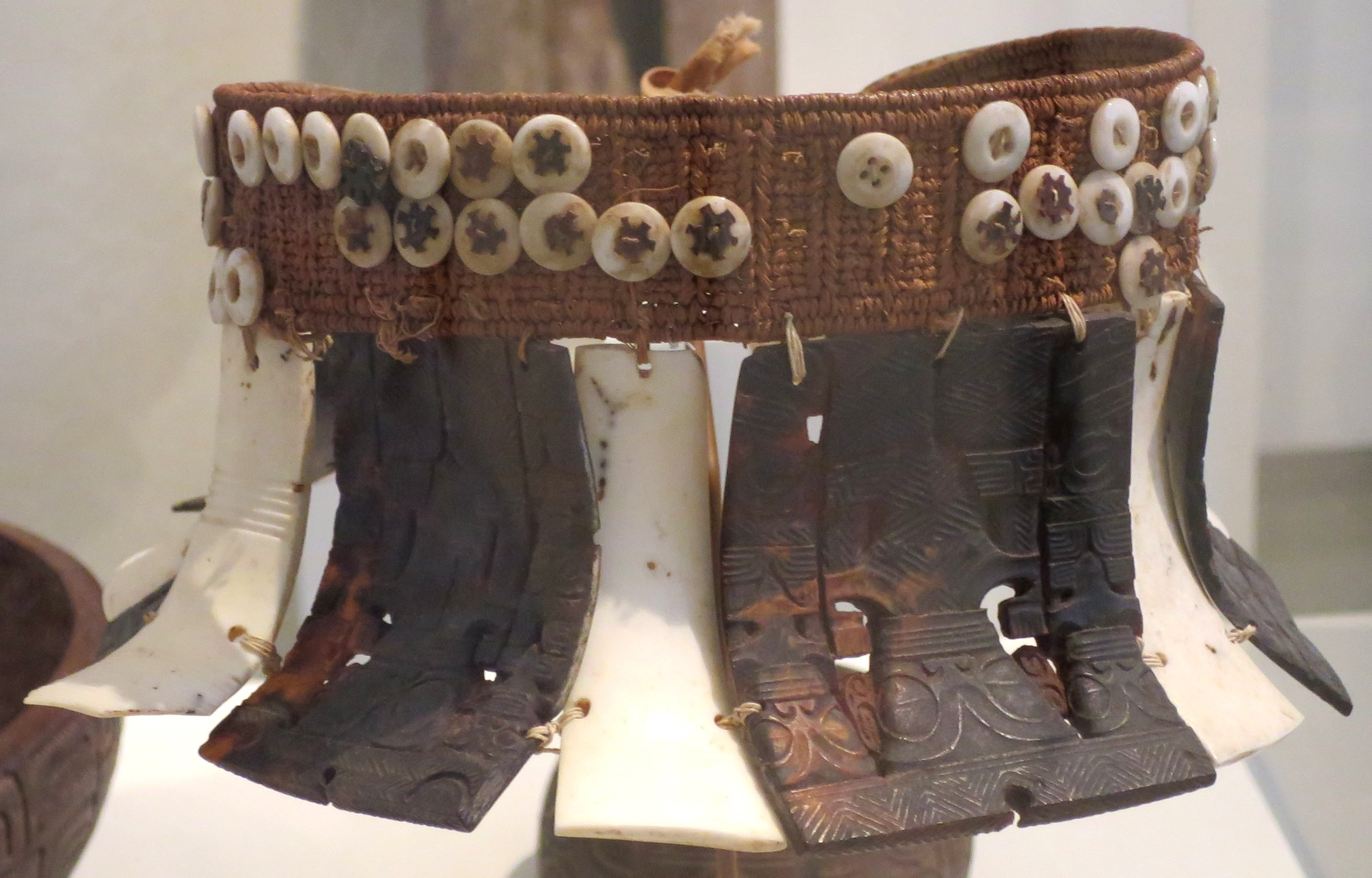
Copricapo con elementi decorativi ricavati da conchiglie di tridacna. Isole Marchesi, XIX secolo. Honolulu Museum of Art, Honolulu Museum of Art, Honolulu, Hawaii (USA).
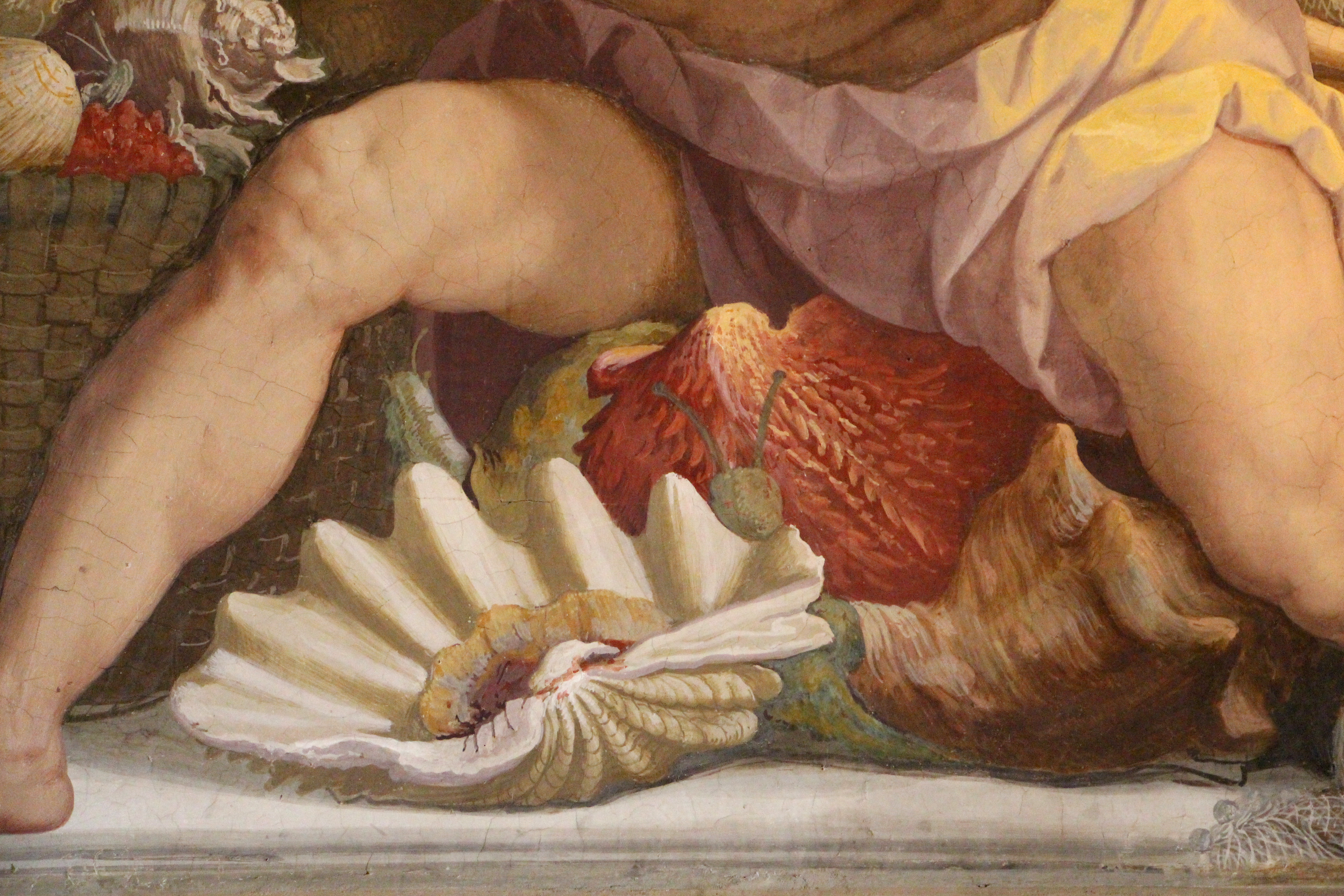
Particolare del dipinto Siface di Numidia riceve Scipione, di Alessandro Allori (eseguito tra il 1578 e il 1582). La conchiglia di tridacna è resa con buona precisione; sono rappresentate anche le parti molli.
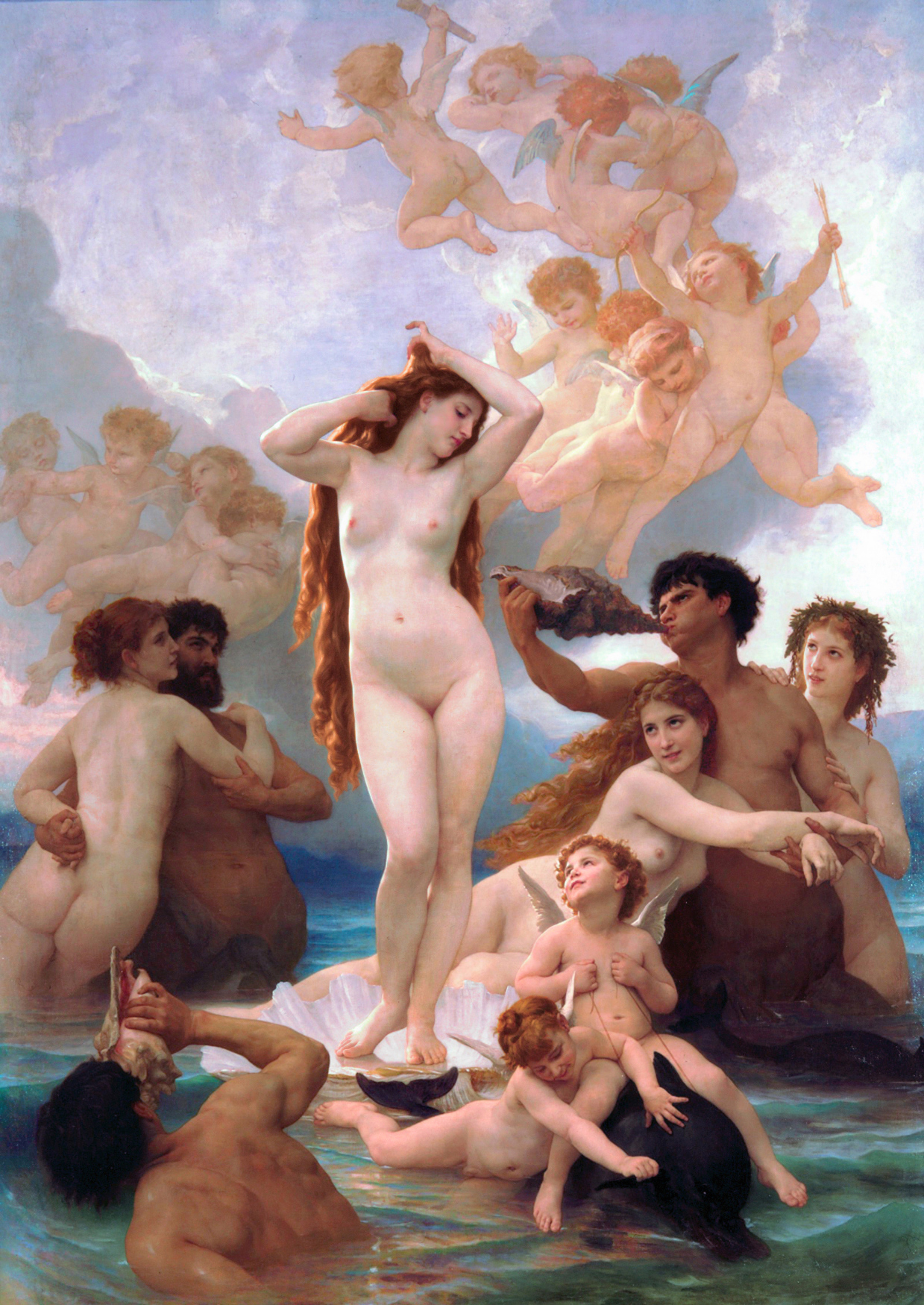
La nascita di Venere, del pittore francese William-Adolphe Bouguereau (1879). La conchiglia è in questo caso una tridacna e non un pecten, come nell'iconografia più comune.
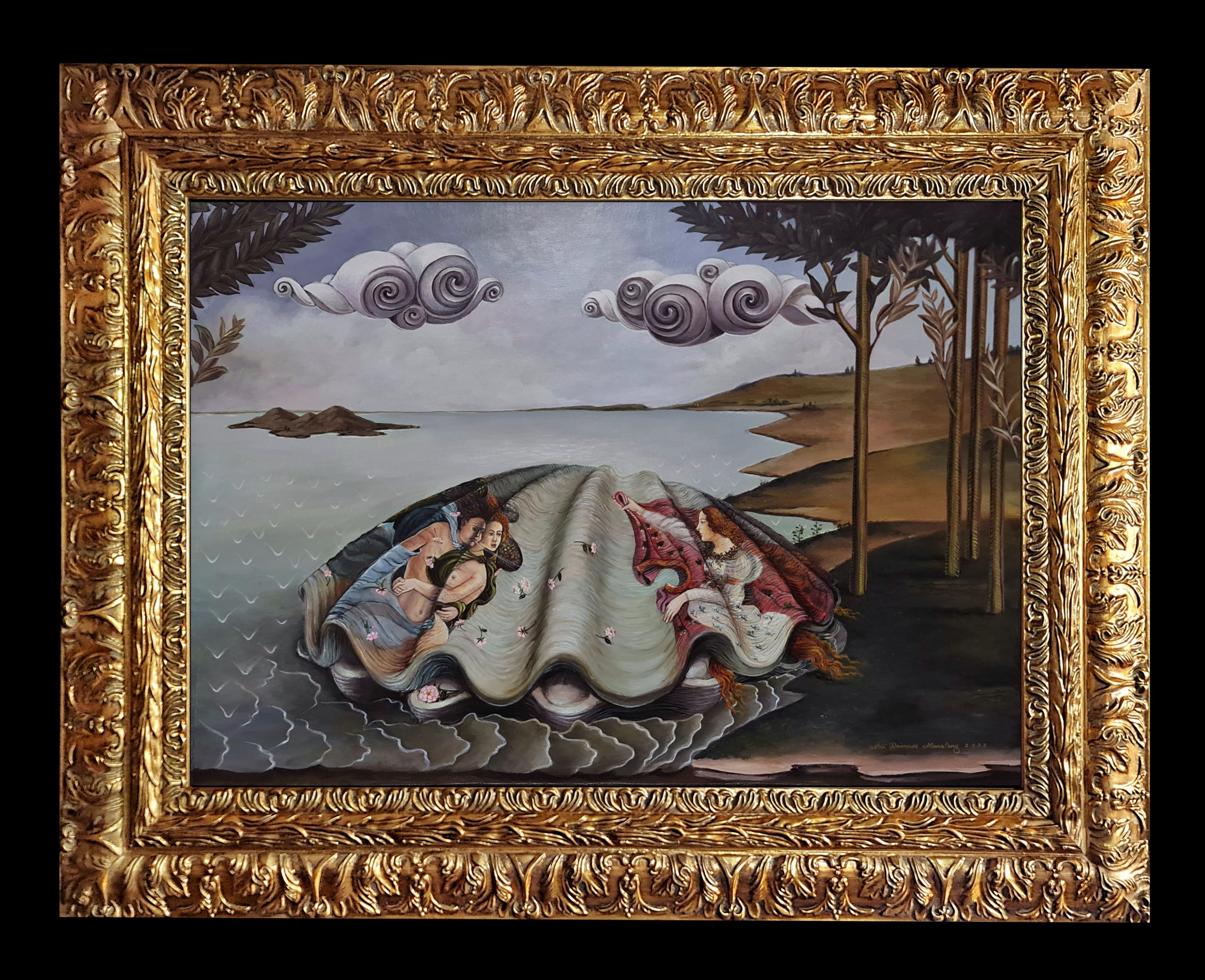
Anadyomene, dipinto dell'artista contemporaneo filippino Noli Principe Manalang. Notare che le due valve della conchiglia di tridacna sono accostate in maniera innaturale (plica contro plica).